# Waterland
Waterland este o comună în provincia Olanda de Nord, Țările de Jos.

## Localități componente
Broek in Waterland, Ilpendam, Katwoude, Marken, Monnickendam, Overleek, Uitdam, Watergang, Zuiderwoude.